# 토성역
토성역(Toseong station, 土城驛)은 대한민국 부산광역시 서구 아미동과 충무동에 걸쳐 있는 부산 도시철도 1호선의 전철역이다.

## 역사
- 1988년 5월 19일 : 부산 도시철도 1호선 개통과 함께 토성동역으로 영업 개시
- 1990년 1월 1일 : 서대신역까지 연장 개통과 함께 중간역이 됨
- 2010년 2월 24일 : 토성역으로 역명 변경
- 2015년 1월 3일 : 반밀폐형 스크린도어 설치 완료

## 개요
부역명은 부산대학병원(釜山大學病院)이었으나, 2009년 1월 10일에 부역명이 삭제되었다. 인근에 부산대학교 아미캠퍼스와 부산대학교병원이 있다. 이 역에서 감천문화마을로 가는 마을버스가 운행되고 있다.

## 역 구조
2면 2선의 상대식 승강장을 갖춘 지하역이다. 과거 시·종착역으로 운영되던 당시에 사용된 회차선이 존재했으나 철거되었다. 반대편 승강장으로 횡단이 불가능하다. 다대포해수욕장 방향과 노포 방향 모두 곡선 구간이기 때문에 45km/h 이하 속도로 서행운행한다. 출구는 10개다. 1·3·5·7·9번 출구는 충무동에 있고, 2·4·6·8·10번 출구는 아미동에 있다.

### 승강장
| 동대신 ↑ |
| \| 상    |
| ↓ 자갈치 |

| 상행 | ● 부산 도시철도 1호선 | 다대포해수욕장 방면   |
| 하행 | ● 부산 도시철도 1호선 | 부산역·서면·노포 방면 |

## 역 주변
- 대청로
- 아미동우체국
- 아미전화국
- 한국전력공사
- 부산대학교병원
- 경남중학교
- 토성초등학교
- 아미초등학교
- 아미청소년회관
- 초장동
- 동아대학교부민캠퍼스

## 승차량 변동
| 역 노선 | 승차 인원 | 승차 인원 | 승차 인원 | 승차 인원 | 승차 인원 | 승차 인원 | 승차 인원 | 승차 인원 | 승차 인원 | 승차 인원 | 승차 인원 | 승차 인원 | 승차 인원 | 승차 인원 | 주 석 |
| 역 노선 | 2002년    | 2003년    | 2004년    | 2005년    | 2006년    | 2007년    | 2008년    | 2009년    | 2010년    | 2011년    | 2012년    | 2013년    | 2014년    | 2015년    | 주 석 |
| ------- | --------- | --------- | --------- | --------- | --------- | --------- | --------- | --------- | --------- | --------- | --------- | --------- | --------- | --------- | ----- |
| 1호선   | 10339     | 9972      | 9640      | 9031      | 8222      | 7917      | 8248      | 8513      | 8632      | 9123      | 9121      | 9356      | 9569      | 9673      | [ 1 ] |

## 인접한 역
| 부산 도시철도 1호선            | 부산 도시철도 1호선   | 부산 도시철도 1호선  |
| ------------------------------ | --------------------- | -------------------- |
| 108 동대신 다대포해수욕장 방면 | ● 부산 도시철도 1호선 | 110 자갈치 노포 방면 |